# Universiteit van Gaziantep
Universiteit van Gaziantep (Turks: Gaziantep Üniversitesi) is een openbare universiteit in Turkije, gevestigd in Gaziantep. 
In 2021 telde de universiteit 45.312 studenten. 

## Ranglijst
Universiteit van Gaziantep neemt in de Times Higher Education World University Rankings van 2020-2021 de duizendsten plek in.
| Ranglijst | Positie      |
| --------- | ------------ |
| THE       | 1001+ (2021) |
| UNSWR     | 874 (2021)   |
| URAP      | 1655 (2021)  |